# Gassville
Gassville é uma cidade localizada no estado americano de Arkansas, no Condado de Baxter.

## Demografia
Segundo o censo americano de 2000, a sua população era de 1706 habitantes.
Em 2006, foi estimada uma população de 2032, um aumento de 326 (19.1%).

## Geografia
De acordo com o United States Census Bureau, a localidade tem uma área de 8,9 km², sem área coberta por água.

## Localidades na vizinhança
O diagrama seguinte representa as localidades num raio de 24 km ao redor de Gassville.